# Martin-Luther-King-Park (Frankfurt am Main)

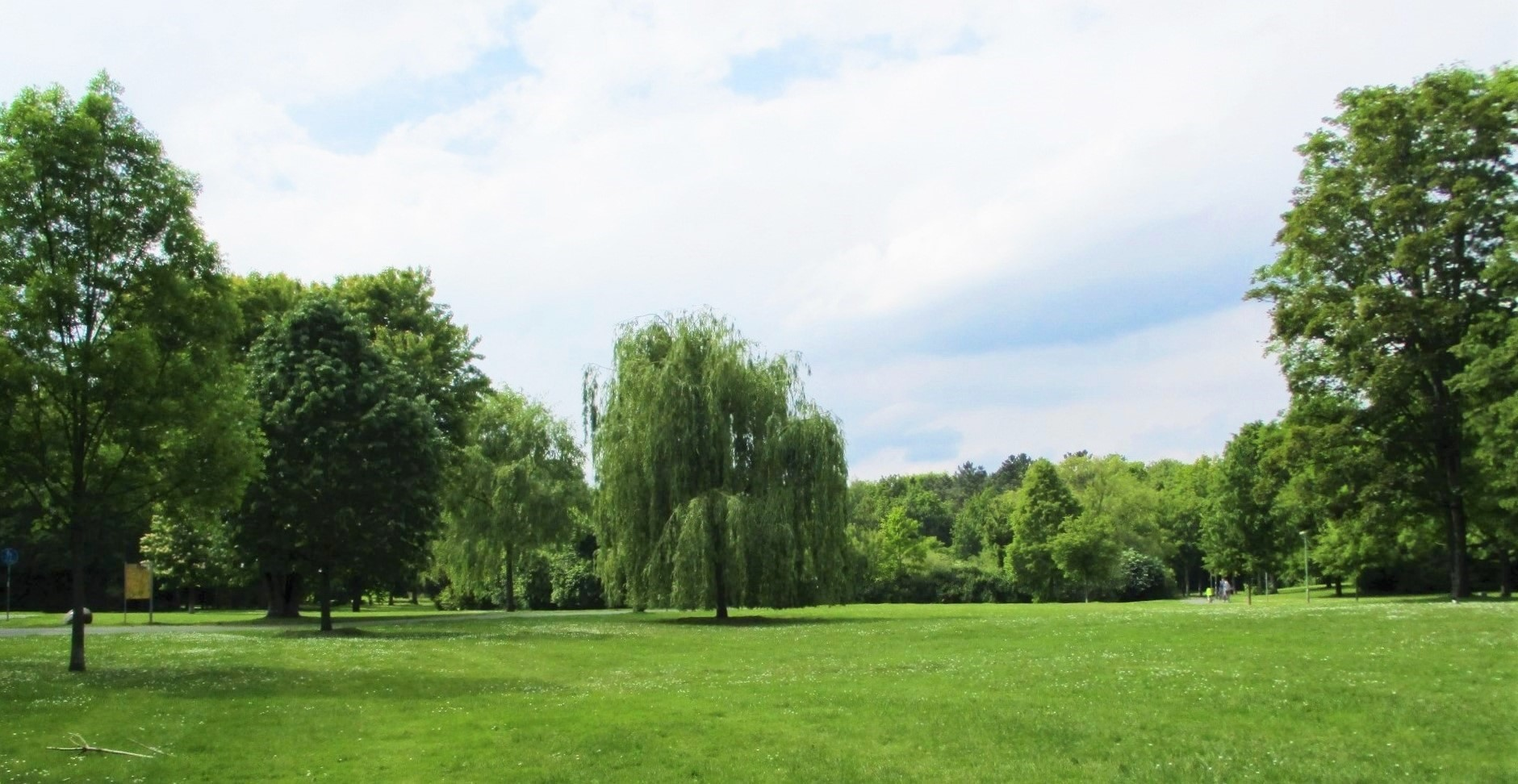
Martin-Luther-King-Park

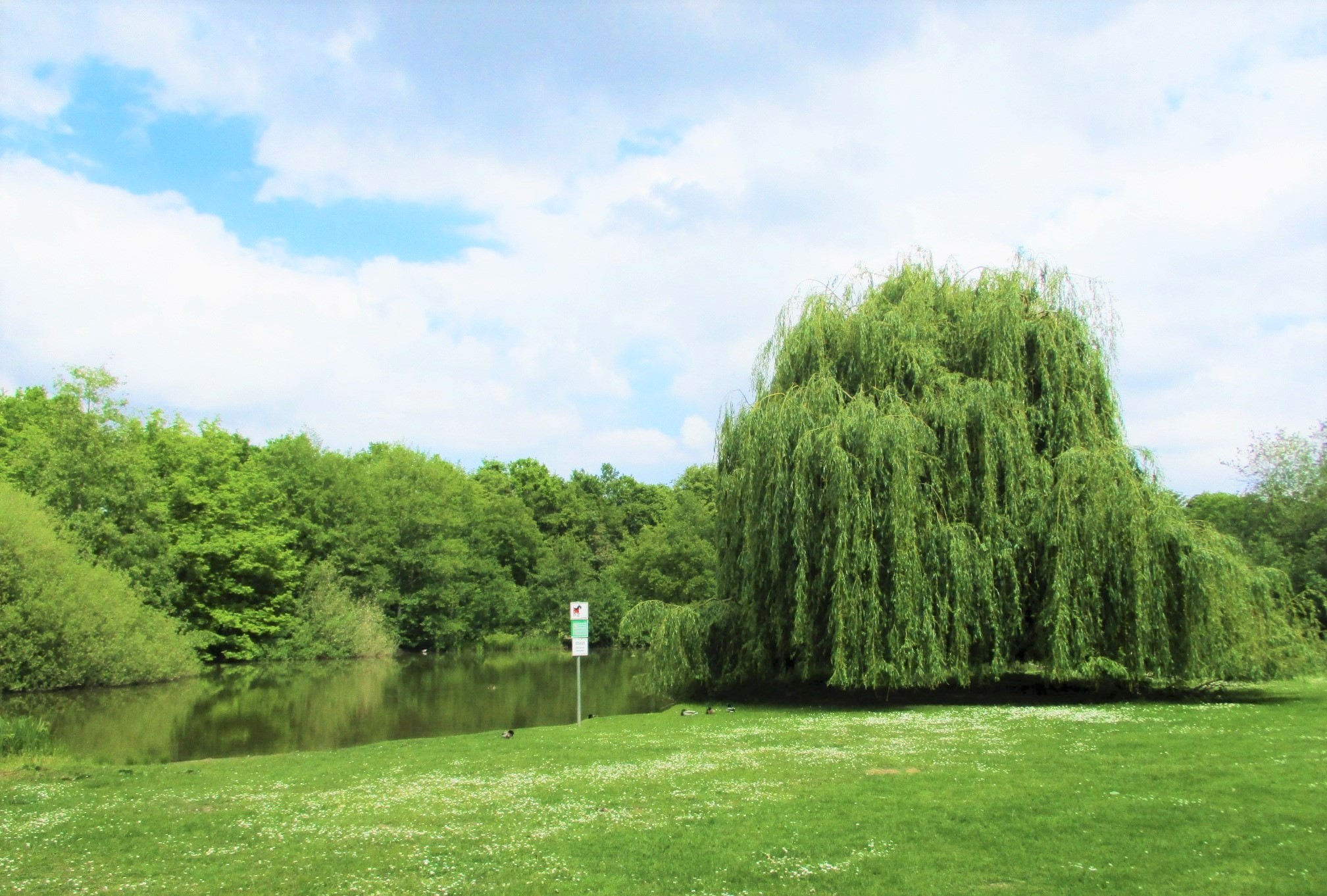
Weiher in der Parkmitte

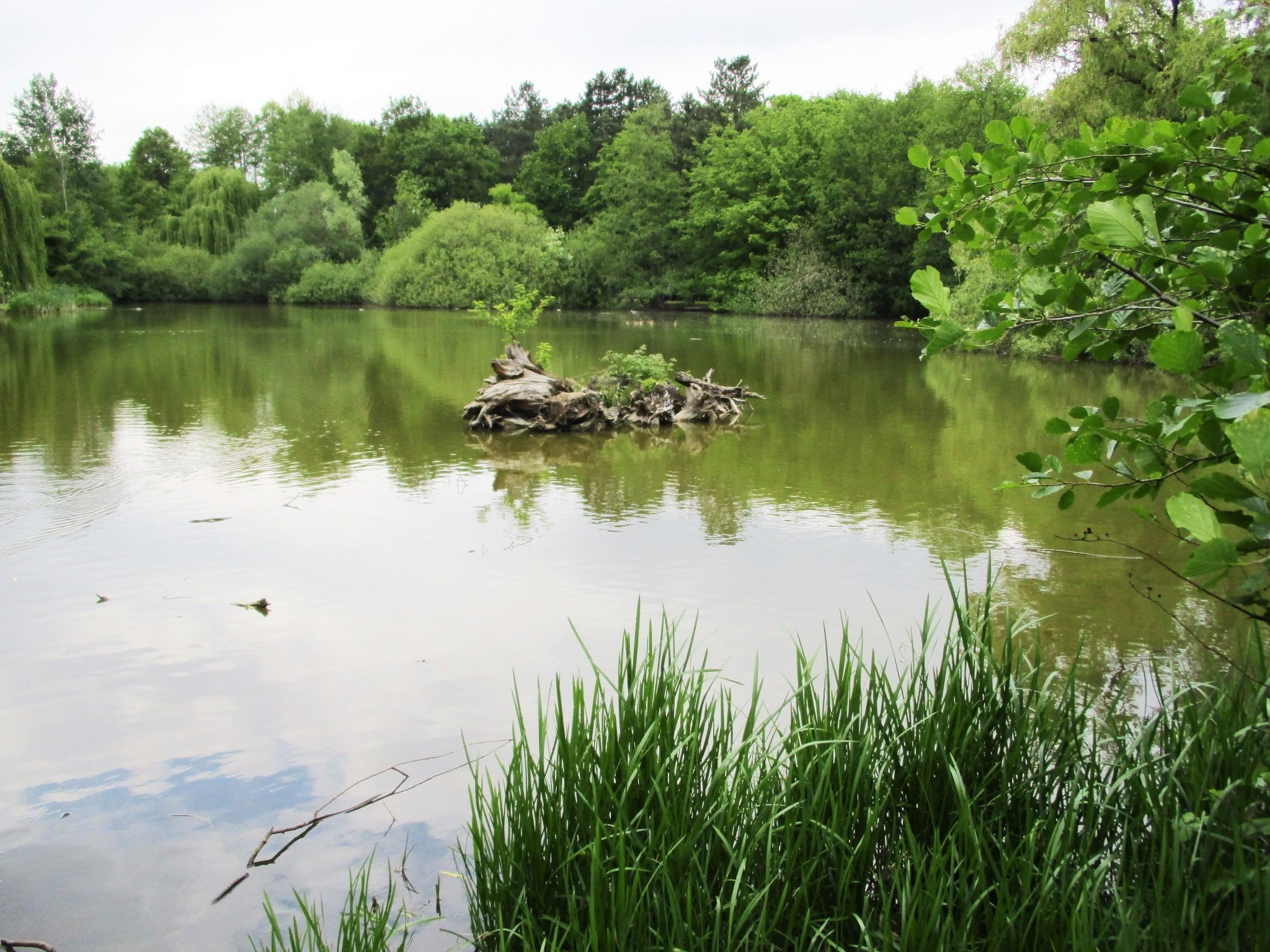
Weiher

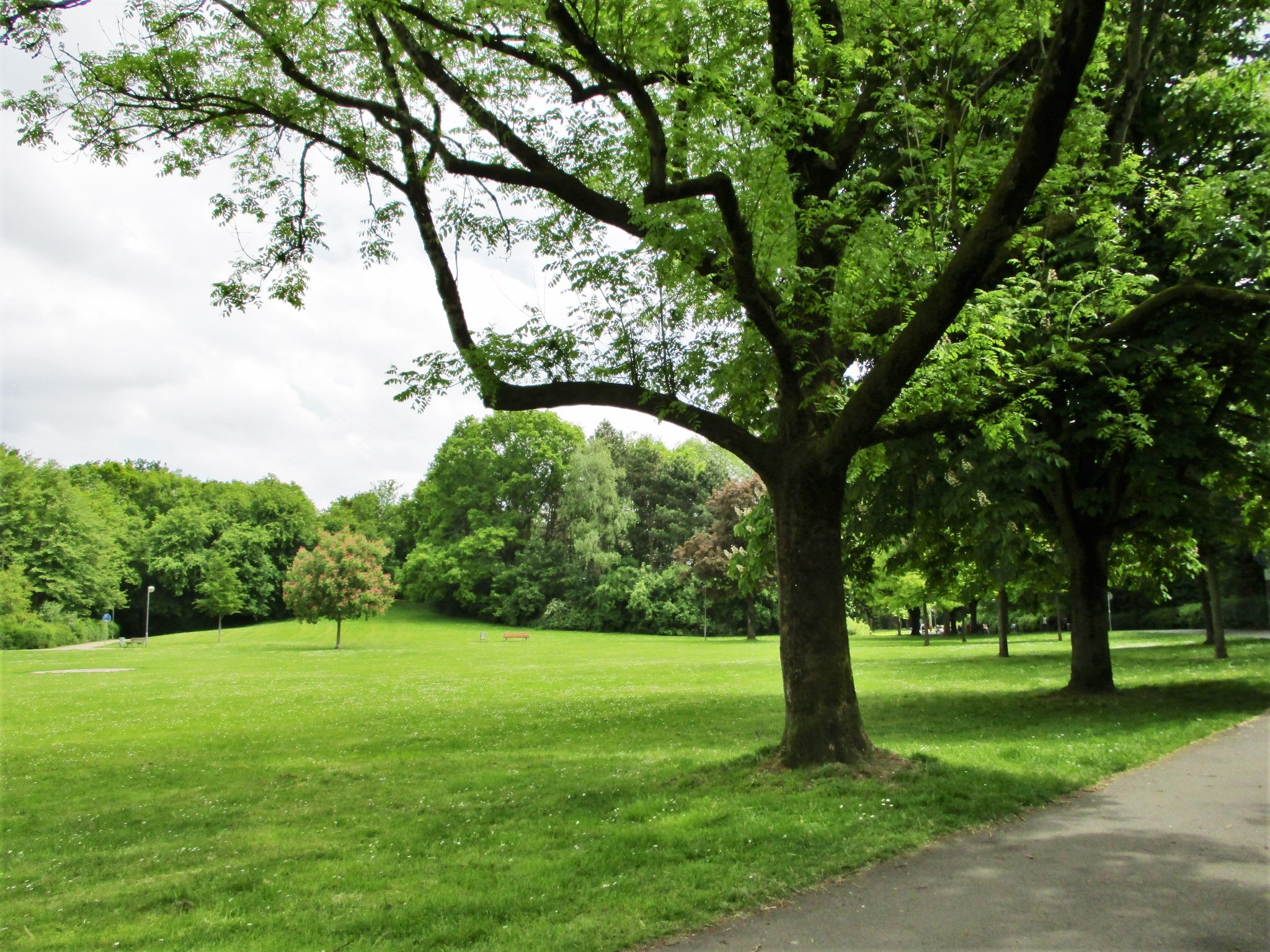
Nähe Eingangsbereich Praunheimer Weg

Der Martin-Luther-King-Park ist eine Grünanlage in der Stadt Frankfurt am Main im deutschen Bundesland Hessen. Der von 1969 bis 1971 angelegte Park ist benannt nach dem 1968 ermordeten US-amerikanischen Bürgerrechtler und Nobelpreisträger Martin Luther King. Die Grünanlage liegt nördlich der Siedlung Frankfurt-Nordweststadt im Stadtteil Niederursel.

## Geschichte und Gestaltung des Parks
Beginnend im Jahr 1969 wurde der Martin-Luther-King-Park von in Frankfurt stationierten US-amerikanischen Soldaten angelegt. Laut einem Bericht der Frankfurter Allgemeinen Zeitung aus dem Jahr 2004 geschah dies, da der Stadt die finanziellen Mittel für die Einrichtung des Parks fehlten. Es waren ebenfalls die GIs, die die Grünanlage dem im Jahr zuvor ermordeten Bürgerrechtler widmeten. Im Jahr 2001 wurde im Park eine Gedenktafel für Martin Luther King aufgestellt.
Im Jahr 1971 wurde im Park in der Tongrube einer ehemals dort ansässigen Ziegelei ein etwa 4.800 m² großer, naturnah gestalteter Teich angelegt. Das zwischen 50 und 80 cm flache Stillgewässer wird von Grundwasser gespeist. An seinem Ufer stehen unter anderem ein Röhricht-Gürtel sowie Weidenbäume (Salix). Zu den weiteren Einrichtungen im Park zählen ein Abenteuerspielplatz, ein Streetball- und Basketballfeld, Bolzplatz, Liegewiese, Spazierwege sowie eine Hundewiese.
Seit 1996 findet im Martin-Luther-King-Park alle zwei Jahre ein Open-Air-Festival statt, das vom Verein Netzwerk Nordweststadt e. V. und der Diakonie Frankfurt organisiert wird.

## Verkehrsanbindung
Der Martin-Luther-King-Park ist mit den Buslinien 71 bis 73 der Frankfurter Verkehrsgesellschaft VgF erreichbar, die nächstgelegenen Haltestellen sind Praunheimer Weg Mitte und Eduard-Bernstein-Weg. Für den motorisierten Individualverkehr existieren Parkplätze in den umliegenden Straßen. Der Zugang zum Park ist barrierefrei.